# 大阪ファッションアート専門学校
大阪ファッションアート専門学校（おおさかファッションアートせんもんがっこう）は、大阪市西成区にある専修学校。
被服・服飾の専門技術者を養成する専門学校として、1948年に創立した。2年制のファッション学科・ファッションビジネス学科を設置している。1年にはベーシック課程として共通基礎科目を履修し、2年進級時に希望によって学科を変更することも可能となっている。

## 学科
- ファッション学科

## 沿革
財団法人天下茶屋洋裁女学校として、1948年に西成区潮路通2丁目（現在の西成区千本北1丁目）で開校した。1950年には現在地に移転している。
1976年には学校教育法改正により専修学校認可を受けた。
1976年に天下茶屋ドレメ専門学校へ校名変更をおこない、また1985年には現在の校名・大阪ファッションアート専門学校へ校名変更している。1990年には校舎の増築を実施している。

## 交通
- 南海本線・高野線・Osaka Metro堺筋線 天下茶屋駅 東へ約50m。
- 阪堺電気軌道阪堺線 北天下茶屋停留場 西へ約250m。
- Osaka Metro四つ橋線 岸里駅 北へ約600m。